# Veranius Saturninus

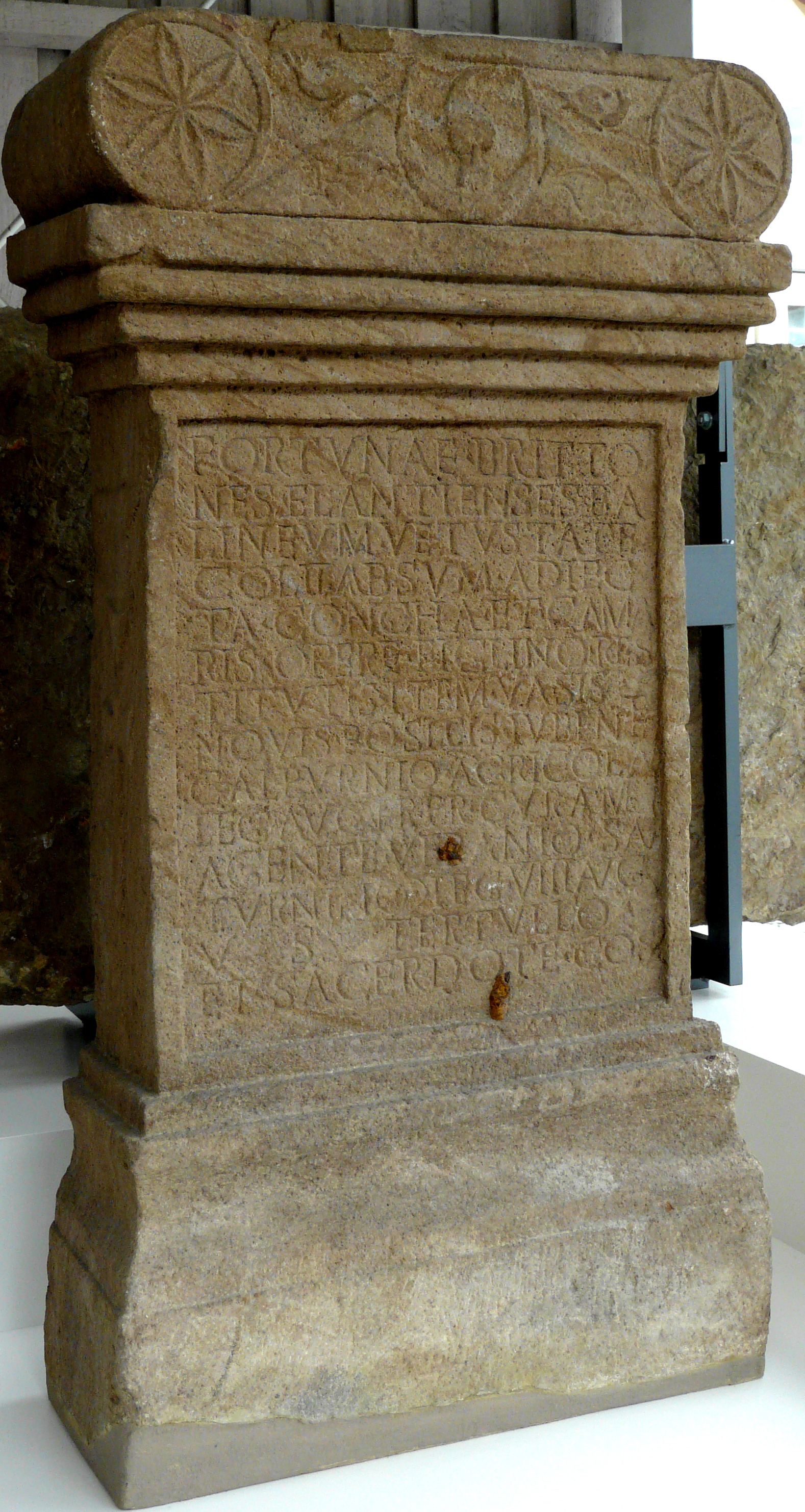
Weihestein anlässlich der Renovierung der Thermen von Neckarburken
(Römermuseum Osterburken).

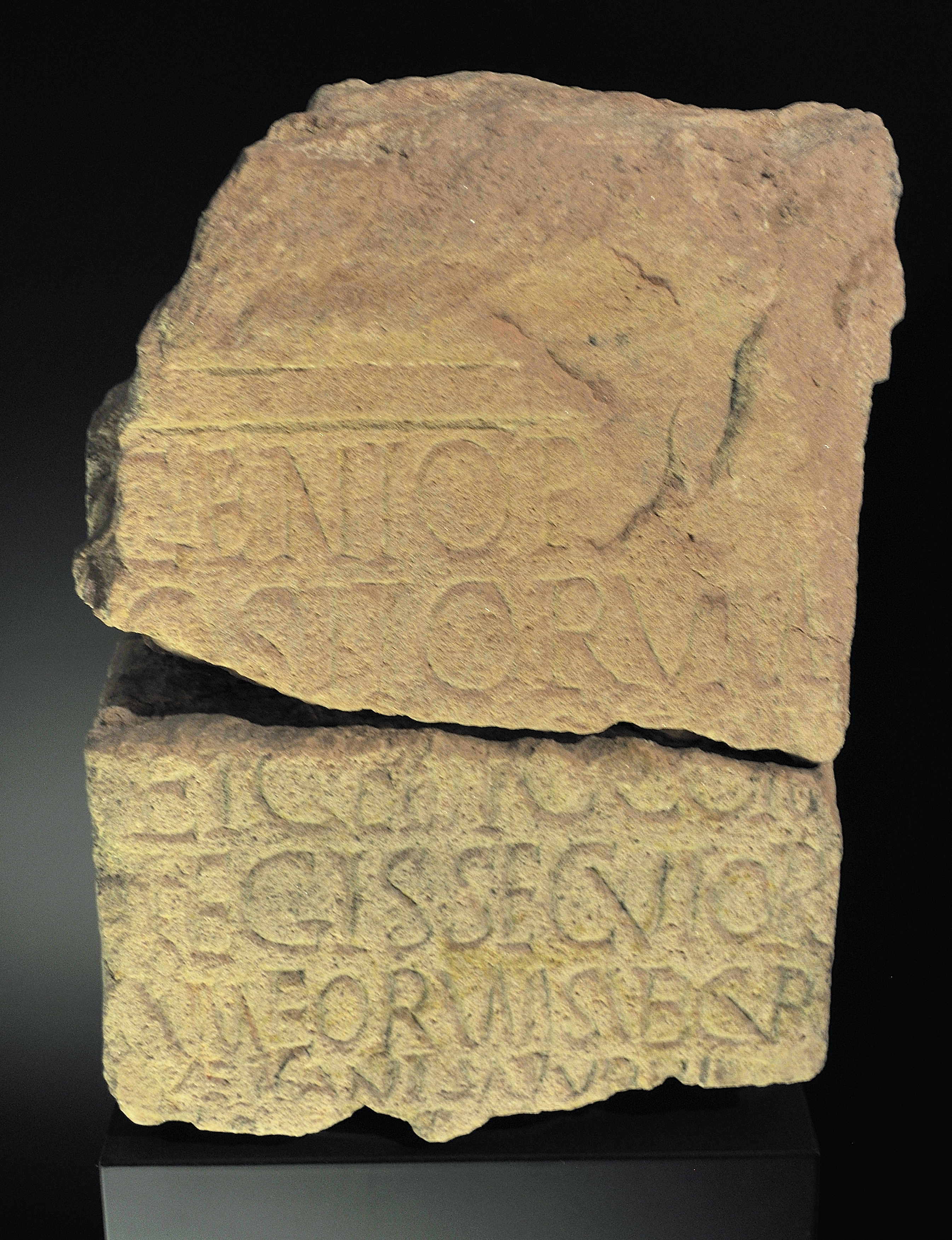
Geniusweihungen des Veranius Saturninus aus Osterburken (Römermuseum Osterburken).

Veranius Saturninus war ein römischer Offizier der in Straßburg (Argentoratum) stationierten 8. Legion. Er lebte im 2. Jahrhundert nach Christus.
Saturninus wurde als Centurio von seiner Truppe, die gemeinsam mit der in Mainz (Mogontiacum) stationierten 22. Legion für die Verteidigung der Provinz Obergermanien (Germania Superior) zuständig war, an die römische Reichsgrenze im Odenwald abgestellt, um dort das Kommando über die im Neckarburkener Ostkastell kasernierte Hilfstruppeneinheit der Elzbrittonen (Numerus Brittonum Elantiensium) zu führen. Unter seiner Aufsicht wurde im Jahr 158 n. Chr. das dortige Militärbad renoviert, wovon ein konsuldatierter Weihestein an Fortuna zeugt, der 1982 im Tepidarium (Laubad) gefunden wurde.
Fortunae Britto-
nes Elantienses ba-
lineum vetustate
conlabsum(!) adiec-
ta concha et cama-
ris opere figlino res-
titutis item vasis
novis positis iubente
Calpurnio Agricola
leg(ato) Aug(usti) pr(o) pr(aetore) curam
agente Veranio Sa-
turnino |(centurione) leg(ionis) VIII Aug(ustae)
v(otum) s(olverunt) Tertullo
et Sacerdote co(n)s(ulibus)
Übersetzung: „Für Fortuna haben die Elzbrittonen das Bad, das aus Altersgründen eingestürzt war, unter Hinzufügung einer Rundnische und einer geziegelten Decke, auch neuer (Heiz-)Kessel, wiederhergestellt. Auf Befehl des Statthalters Calpurnius Agricola, unter Führung des Veranius Saturnius, Zenturio der Legio VIII Augusta, ihr Gelübde einlösend, als Tertullus und Sacerdos Konsuln waren.“
Einige Zeit später war Saturninus wohl für die Verlegung seiner Einheit an die neue, weiter westlich vorgeschobene Grenze, den „Vorderen Limes“, verantwortlich. Dort wurden die Elzbrittonen höchstwahrscheinlich in dem zwischen 185 und 192 n. Chr. durch die Straßburger Legion „von Grund auf“ neu errichteten Anbau des Kastells von Osterburken einquartiert. Auch an diesem Standort hat sich ein nichtdatierter Weihestein mit dem Namen des Veranius Saturninus erhalten:
Genio pr[aep-]
ositorum
et Genio con-
legi s(anctissimi) secutor-
um eorum sub cur(a)
Verani Saturnini
[|(centurionis)] leg(ionis) V[III A]u[g(ustae)]
Übersetzung: „Dem Genius der Vorgesetzten/Vorsteher und dem Genius des allerheiligsten Kollegiums ihrer Begleiter, unter Verantwortung des Veranius Saturninus, Zenturio der Legio VIII Augusta.“
In der Forschung wird Saturninus mit seinen Weihesteinen neben vielen anderen Faktoren als wichtiges Zeugnis zur genaueren Datierung der Grenzverschiebung vom Odenwaldlimes zum Vorderen Limes gesehen. Führende Wissenschaftler gehen heute davon aus, dass zumindest die Elzbrittonen und somit auch Veranius Saturninus erst einige Zeit nach den Hauptkontingenten der Odenwaldlinie in Osterburken stationiert wurden. Bei einer solch umfassenden, generalstabsmäßigen Neuorganisation eines vom Main bis zur Rems reichenden Grenzabschnittes ist es durchaus denkbar, dass einige Einheiten vor ihrem Umzug noch abschließende, längerfristige Aufgaben an der ehemaligen alten Grenze zu erledigen hatten. Die einzelnen Zusammenhänge sind hierzu noch nicht erforscht. So ist auch der Kontext für die längerfristige Investition in das damals sogar vergrößerte Neckarburkener Bad unklar.
Ein in der Nähe des Stabsgebäudes von Jagsthausen entdecktes Inschriftenbruchstück stammt aus der Regierungszeit des Kaisers Antoninus Pius (138–161). Dieses Dokument ist das bisher älteste zu datierende Fundstück am „Vorderen Limes“ zwischen Main und Rems. Im Zusammenhang mit der Auswertung der aufgefundenen Inschriften mutmaßte der Althistoriker Géza Alföldy, dass diese neue Limesstrecke „um 155“ unter dem Statthalter Gaius Popilius Carus Pedo (etwa 152–155) ausgebaut worden ist.